# Mare de Déu de Fabregada
El santuari de la Mare de Déu de Fabregada està situat a tocar de l'antic nucli de població de Fabregada a l'oest del poble de Sant Esteve de la Sarga, al Pallars Jussà. Tot i que ara és una ermita aïllada, fou l'església parroquial del nucli de població més important de l'actual terme de Sant Esteve de Sarga.

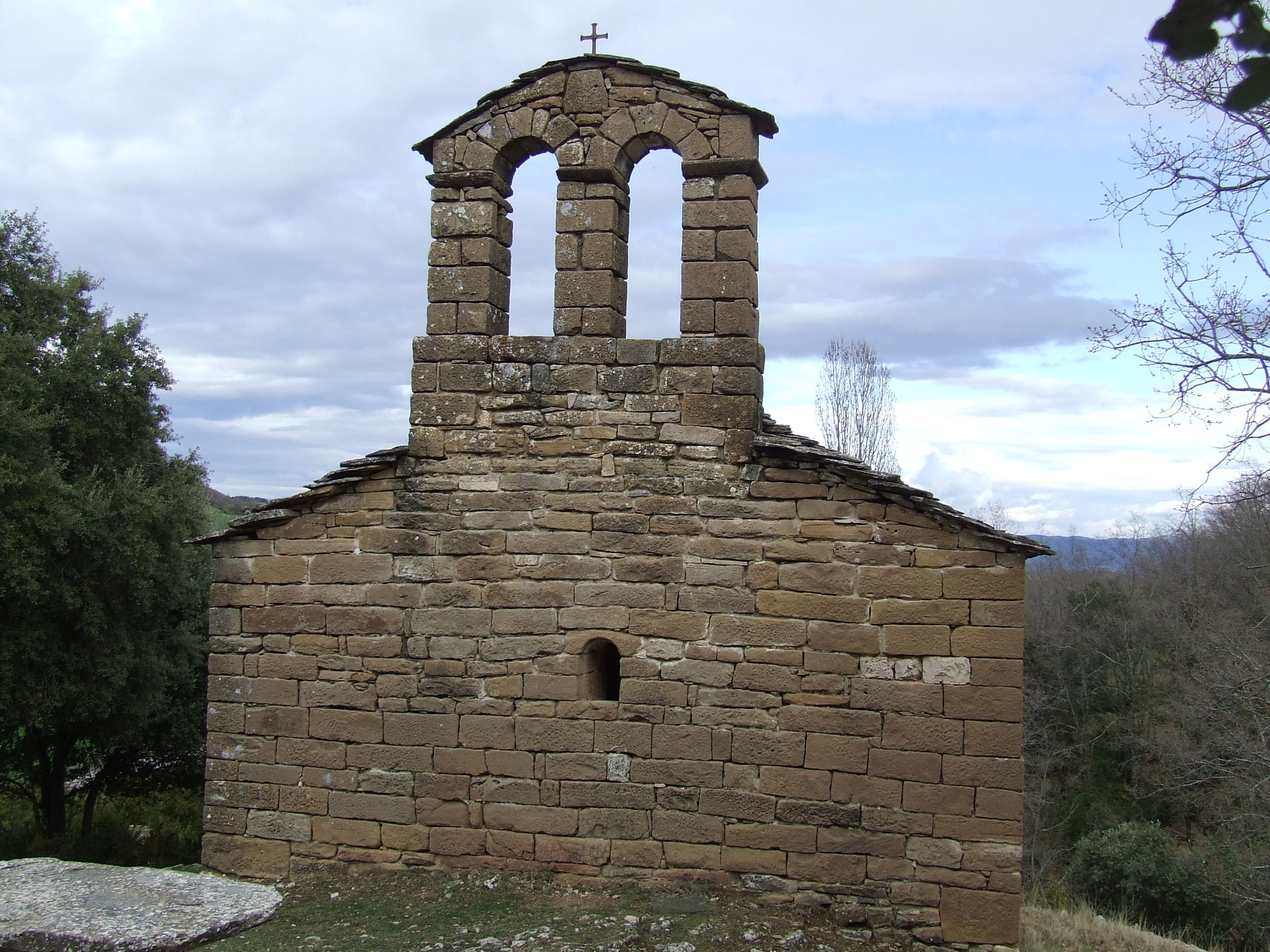
Façana de ponent, amb l'espadanya

És un edifici romànic del segle xii, amb nau amb coberta de canó, lleugerament apuntada, absis semicircular i una petita espadanya sobre la paret de ponent.
Una motllura bisellada recorre tot el ràfec de la teulada. A l'interior, un arc toral parteix la nau, que és de planta lleugerament irregular, en dos trams. La porta té una ornamentació molt senzilla, amb una arquivolta en degradació i les dovelles extradossades per una motllura bisellada llisa, amb alguns elements geomètrics com boles o mitjos cilindres.

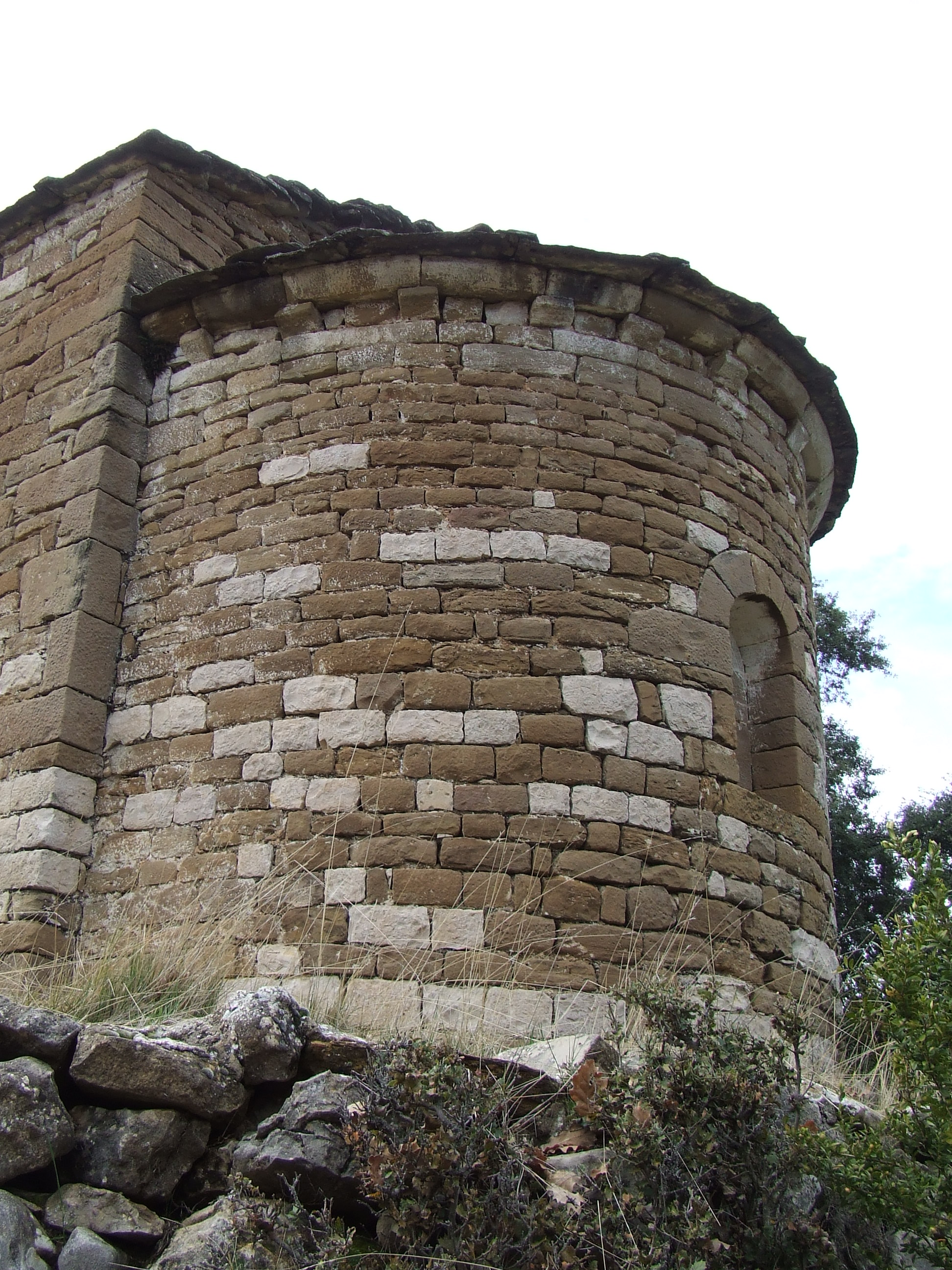
L'absis, al costat de llevant

L'absis té una finestra de doble esqueixada, i enfront, a la façana de ponent, n'hi ha una altra, però aquesta és de traçat recte. L'aparell de tot l'edifici és de carreus llisos, regulars i bastant grossos, que mostren una obra del segle xii. L'obra no és ben bé igual: la nau presenta uns carreus més ben polits, posats alternativament del dret i de través, mentre que l'absis presenta uns carreus menys polits, posats de manera més irregular.

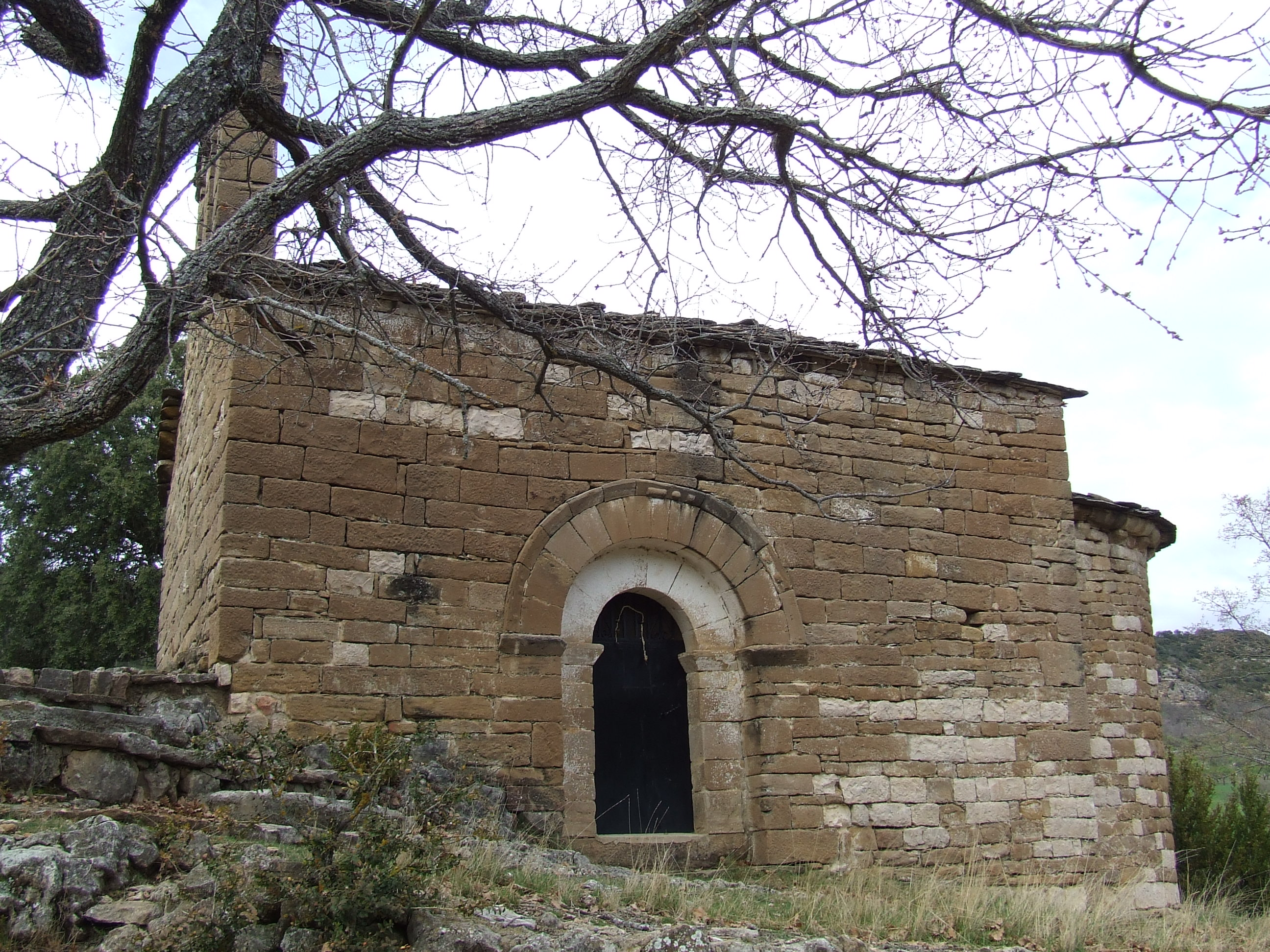
Façana meridional, amb la porta

El lloc de Ipsa Fabricata està documentat ja el 1038, quan hom l'esmenta com a part del terme del Castell de Mur. El lloc i l'església de Fabregada, situats en el terme del castell de Mur, foren donats a Bertran Ató de Montanyana pel comte Ramon IV de Pallars Jussà. Posteriorment el mateix Bertran Ató dotava l'església de Sant Esteve de la Sarga (el 1076).
| «              | Del Montsec a mitja altura vostra imatge coronada és dels pobles venerada, preuat tresor i ventura; puix de tots els mals ens cura un raig de vostra mirada: Socorreu-nos, poderosa, oh, Verge de Fabregada. | » |
| — Goig popular | |   |

Aquest és un fragment dels goigs de la Mare de Déu de Fabregada, que es canten durant l'aplec del darrer diumenge de maig, quan s'apleguen a Fabregada gairebé tots els habitants de la Feixa.

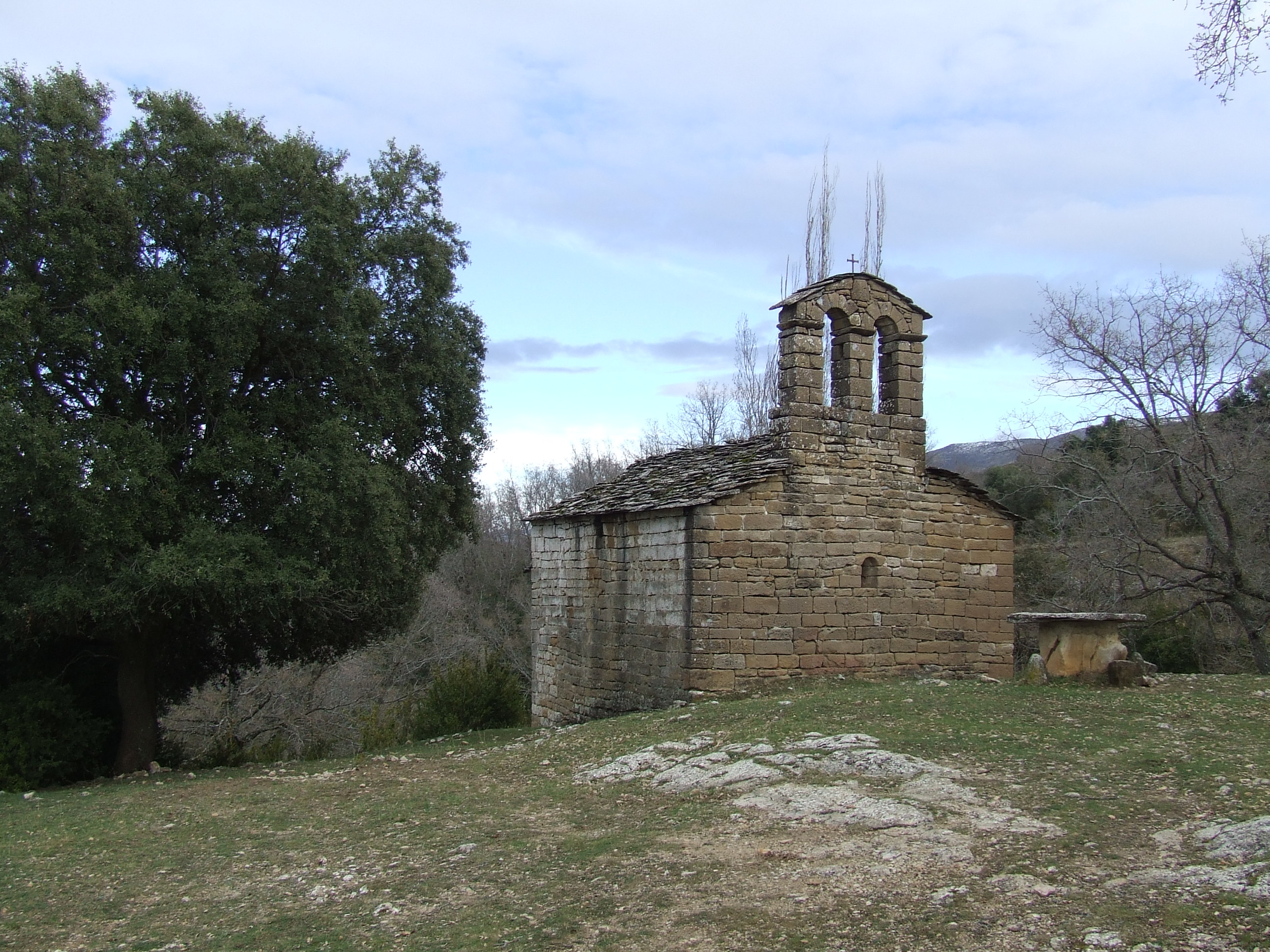
Façanes nord i oest

L'ermita ha donat lloc a un altre costum popular: el de les Majorales del Roser, càrrec honorífic que distingia les dones de Sant Esteve de la Sarga que tenen cura tant de l'església parroquial com del santuari.